# Kevin Tierney
Kevin Tierney (Montreal, Quebec; 27 de agosto de 1950-Ib.,12 de mayo de 2018) fue un productor de cine canadiense, que ganó un Premio Genie por mejor película por la película Bon Cop, Bad Cop, la cual también escribió el guion. 
También ha producido otros títulos incluyendo One Dead Indian, Good Neighbours y Twist. Era el padre del actor y director canadiense Jacob Tierney.